# إمبريالية روسية

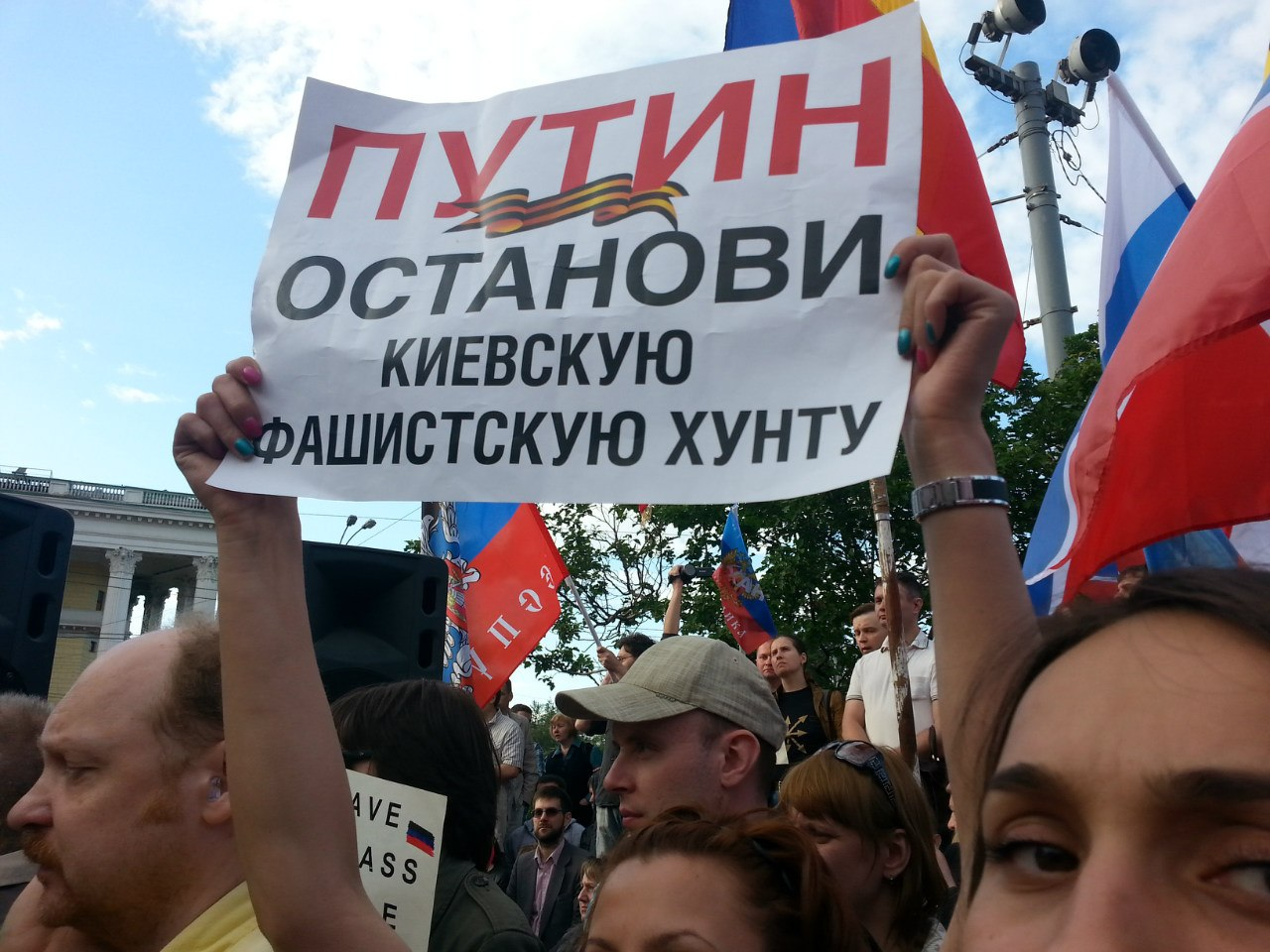
مسيرة لدعم نوفوروسيا في موسكو في 11 يونيو 2014

تشمل الإمبريالية الروسية سياسة وإيديولوجية القوة التي مارستها روسيا ودولها السابقة، على بلدان أخرى وأقاليم خارجية. وهذا يشمل غزوات الإمبراطورية الروسية، والإجراءات الإمبراطورية للاتحاد السوفيتي (حيث تعتبر روسيا الدولة الرئيسة التي خلفته)، فضلًا عن تلك الخاصة بالاتحاد الروسي الحديث. لاحظ بعض علماء ما بعد الاستعمار قلة الاهتمام بالإمبريالية الروسية والسوفياتية في النظام.

## آراء حول الإمبريالية الروسية
كتب مونتسكيو أن: سكان موسكو لا يمكنهم ترك الإمبراطورية وأن جميعهم عبيد. يصف المؤرخ ألكسندر إتكيند ظاهرة (التدرج المعكوس)، حيث عانى الناس الذين يعيشون بالقرب من مركز الإمبراطورية الروسية من اضطهاد كبير. جادل جان جاك روسو بدوره بأن بولندا لم تكن حرة بسبب الإمبريالية الروسية. وكانت مستعمرة أوروبية في أمريكا، مشيرًا إلى وجود عدد كبير من الأجانب. وفقًا لأليكسي كومياكوف، كانت النخبة الروسية عبارة عن مستعمرة انتقائية من الأوروبيين، أُلقيت في بلد من المتوحشين مع وجود علاقة استعمارية.
لقد قيل إن الإمبريالية الروسية مختلفة عن غيرها من الإمبراطوريات الاستعمارية الأوروبية نظرًا لكون إمبراطوريتها ليست خارجية، مما يعني أنه يمكن إخماد التمردات بسهولة أكبر، مع إعادة احتلال بعض الأراضي بعد وقت قصير من فقدانها.
لقد ارتبطت الإمبريالية الروسية بالنظام الاقتصادي كثيف العمالة ومنخفض الإنتاجية القائم على الحكم الاستبدادي، الأمر الذي تطلب زيادة مستمرة في مساحة الأرض المزروعة لإضفاء الشرعية على الحكم وإرضاء الرعايا. واعتمد النظام السياسي بدوره على الأرض كمورد لمكافأة صاحب المنصب. جعلت النخبة السياسية التوسع الإقليمي مشروعًا مقصودًا.

## إيديولوجيات الإمبريالية الروسية
أعطى التوسع الإقليمي للإمبراطورية الحكام المستبدين لروسيا شرعية إضافية، مع إعطاء السكان الخاضعين أيضًا مصدر فخر وطني. أُضفيت الشرعية على الإمبراطورية فيما بعد من خلال أيديولوجيات مختلفة. بعد سقوط القسطنطينية، سميت موسكو نفسها روما الثالثة، بعد الإمبراطوريتين الرومانية والبيزنطية. أعلن الراهب الروسي فيلوثيوس (فيلوفي) من بسكوف في رسالة مدح أرسلها إلى الدوق الأكبر فاسيلي الثالث عام 1510: لقد سقط اثنان من الرومان. أما الثالث واقف. ولن يكون هناك رابع. لن يحل أحد محل قيادتك المسيحية! أدى هذا إلى مفهوم الأمة الروسية الأرثوذكسية المسيحية باسم روس المقدسة. ادعت روسيا أنها حامية المسيحيين الأرثوذكس لأنها توسعت في أراضي الإمبراطورية العثمانية خلال الحروب مثل حرب القرم.
بعد انتصار الائتلاف الملكي في عام 1815، أصدرت روسيا التحالف المقدس مع بروسيا والنمسا لإعادة الحق الإلهي للملوك والقيم المسيحية في الحياة السياسية الأوروبية، كما سعى الإسكندر الأول تحت تأثير مستشاره الروحي البارونة باربرا فون كرودينر. كتب نص التحالف القيصر وحرره يوانيس كابوديسترياس وألكسندرو ستوردزا. في المسودة الأولى، وجه القيصر ألكسندر الأول نداءات إلى التصوف من خلال إمبراطورية مسيحية موحدة مقترحة، مع جيش إمبراطوري موحد، كان ينظر إليه على أنه مقلق من قبل الملكيات الأخرى. بعد المراجعة، اعتمدت روسيا وبروسيا والنمسا نسخة أكثر واقعية من التحالف. وقد أطلق الدبلوماسي الفرنسي دومينيك جورج فريديريك دوفور دي برادت على الوثيقة اسم (نهاية العالم للدبلوماسية). استُخدم التحالف المقدس إلى حد كبير لقمع المعارضة الداخلية، وفرض الرقابة على الصحافة وإغلاق البرلمانات.
تحت حكم نيكولاس الأول من روسيا، أصبحت الأرثوذكسية والأوتوقراطية أيديولوجية الدولة الرسمية. تطلب الأمر من الكنيسة الأرثوذكسية أن تلعب دورًا أساسيًا في السياسة والحياة، وتطلبت حكمًا مركزيًا لحاكم واحد أو حاكم مطلق، وأعلنت أن الشعب الروسي قادر بشكل فريد على توحيد إمبراطورية كبيرة بسبب خصائصه الخاصة. على غرار الحق الإلهي الأوسع نطاقًا، يمكن اعتبار قوة الإمبراطور على أنها تحل أي تناقضات في العالم وتخلق نظامًا مثاليًا.
في القرن التاسع عشر، أصبحت القومية السلافية نظرية جديدة لإضفاء الشرعية على الإمبراطورية. أصبحت فكرة العالم الروسي مفهومًا رئيسيًا، وتبنى العديد من الرعايا الإمبراطوريين (بما في ذلك اليهود والألمان) بناء الدولة الإمبراطورية لقومية عموم روسيا، وكان بمثابة أساس للإمبراطورية. اكتسبت لأول مرة أهمية سياسية بالقرب من نهاية القرن الثامن عشر كوسيلة لإضفاء الشرعية على المطالبات الإمبراطورية الروسية بالأراضي الشرقية للكومنولث البولندي الليتواني المقسم. بعد انتفاضة يناير عام 1863، أصبحت الحكومة الروسية مصممة بشدة على القضاء على جميع مظاهر الانفصال. بحلول النصف الثاني من القرن التاسع عشر، تبنى أنصار الإمبراطورية الروسية أيديولوجية القومية السلافية وعدّلوا عليها؛ «انطلاقًا من قناعتهم بتفوقهم السياسي، اعتبروا أنه من الأفضل أن يندمج جميع السلاف مع الروس العظماء».

## التوسع الاستعماري الروسي

### سيبيريا والشرق الأقصى
استفاد التوسع الروسي إلى حد كبير من قرب سيبيريا غير المأهولة في الغالب، والتي احتلتها روسيا بشكل متزايد منذ عهد إيفان الرهيب (1530-1584). جرت مقارنة الاستعمار الروسي لسيبيريا وغزو شعوبها الأصلية بالاستعمار الأوروبي للأمريكتين وسكانها الأصليين، مع آثار سلبية مماثلة على السكان الأصليين والاستيلاء على أراضيهم. ومع ذلك، يرى باحثون آخرون أن الاستيطان في سيبيريا يختلف عن الاستعمار الأوروبي في أنه لم ينتج عنه هجرة السكان الأصليين، فضلًا عن توفير فرص عمل مربحة ودمج السكان الأصليين في مجتمع المستوطنين.  أصبح شمال المحيط الهادئ أيضًا هدفًا لتوسع مماثل، مما أدى إلى إنشاء الشرق الأقصى الروسي.
في عام 1858، خلال حرب الأفيون الثانية، عززت روسيا وضمت في النهاية الضفة الشمالية لنهر أمور والساحل إلى الحدود الكورية من الصين في المعاهدات غير المتكافئة لمعاهدة أيغون (1858) واتفاقية بكين (1860). خلال تمرد الملاكمين، غزت الإمبراطورية الروسية منشوريا في عام 1900، ووقعت مذبحة بلاغوفيشتشينسك ضد السكان الصينيين على الجانب الروسي من الحدود. علاوة على ذلك، سيطرت الإمبراطورية في بعض الأحيان على مناطق الامتياز في الصين، ولا سيما السكك الحديدية الصينية الشرقية وامتيازات في تيانغين وداليان الروسية.

### آسيا الوسطى
حدث الفتح الروسي لآسيا الوسطى على مدى عدة عقود. في 1847-1864 عبروا السهوب الكازاخستانية الشرقية وقاموا ببناء خط من الحصون على طول الحدود الشمالية لقيرغيزستان.  في 1864-1868 انتقلوا جنوبًا من قيرغيزستان، واستولوا على طشقند وسمرقند وسيطروا على بخارى. كانت الخطوة التالية هي تحويل هذا المثلث إلى مستطيل عن طريق عبور بحر قزوين. في عام 1881، احتل الروس تركمانستان الغربية. في عام 1884 استولوا على واحة ميرف وتركمانستان الشرقية. في عام 1885، منع البريطانيون توسعًا إضافيًا جنوبًا باتجاه أفغانستان. في 1893-1895 احتل الروس أعالي جبال بامير في الجنوب الشرقي. وفقًا للمؤرخ ألكسندر موريسون، كان توسع روسيا جنوبًا عبر السهوب الكازاخستانية في الواحات النهرية لتركستان أحد أسرع الأمثلة وأكثرها دراماتيكية في القرن التاسع عشر للغزو الإمبراطوري.